# Ronald Top
Ronald Top (Zutphen, 27 februari 1960) is een Nederlandse acteur, regisseur, schrijver en producent. Hij was daarnaast presentator op Discovery Channel.